# Степаньково (городской округ Мытищи)
Степаньково — деревня в городском округе Мытищи Московской области России.

## Население
| 1852 | 1859 | 1890 | 1899 | 1926 | 2002 | 2010 |
| ---- | ---- | ---- | ---- | ---- | ---- | ---- |
| 69   | ↗73  | ↘55  | ↗80  | ↗137 | ↘18  | ↗56  |

## География
Расположена на севере Московской области, в центральной части Мытищинского района, примерно в 14 км к северу от центра города Мытищи и 13 км от Московской кольцевой автодороги, на берегу канала имени Москвы, рядом с входящим в его систему Пяловским водохранилищем. В 5,5 км западнее деревни проходит Дмитровское шоссе А104.
В деревне 12 улиц — Благовещенская, Верхняя Парусная, Галсовая, Корабельная, Крещенская, Нижняя Парусная, Объездная, Покровская, Прибрежная, Рождественская, Спасская и Центральная. Ближайшие населённые пункты — деревни Аксаково, Жостово, Никульское и Новосельцево.

## История
По писцовым книгам 1623—1624 гг. село Степанково с храмом Воскресения Христова принадлежало князю Ивану Михайловичу Катырёву-Ростовскому. Позже было населено крестьянами и стало деревней. В 1646 году владельцем деревни был боярин князь Никита Иванович Одоевский.
В середине XIX века сельцо Степаньково относилось ко 2-му стану Московского уезда Московской губернии и принадлежало генерал-майорше Марье Емельяновне Кобылецкой, в сельце было 12 дворов, господский дом, крестьян 33 души мужского пола и 36 душ женского.
В «Списке населённых мест» 1862 года — владельческое сельцо Московского уезда по левую сторону Ольшанского тракта (между Ярославским шоссе и Дмитровским трактом), в 26 верстах от губернского города и 14 верстах от становой квартиры, при пруде, с 12 дворами и 73 жителями (31 мужчина, 42 женщины).
По данным на 1899 год — сельцо Троицкой волости Московского уезда с 80 жителями.
По материалам Всесоюзной переписи населения 1926 года — деревня Жостовского сельсовета Коммунистической волости Московского уезда в 4 км от Болтинского шоссе и 10 км от станции Хлебниково Савёловской железной дороги, проживало 137 жителей (66 мужчин, 71 женщина), насчитывалось 21 крестьянское хозяйство.
С 1929 года — населённый пункт в составе Коммунистического района Московского округа Московской области. Постановлением ЦИК и СНК от 23 июля 1930 года округа как административно-территориальные единицы были ликвидированы.
1929—1935 гг. — деревня Жостовского сельсовета Коммунистического района.
1935—1939 гг. — деревня Жостовского сельсовета Пушкинского района (до 27.02.1935) и Новосельцевского сельсовета Дмитровского района.
1939—1954 гг. — деревня Новосельцевского сельсовета Краснополянского района.
1954—1959 гг. — деревня Красногорского сельсовета Краснополянского района.
1959—1960 гг. — деревня Красногорского сельсовета Химкинского района.
1960—1963, 1965—1994 гг. — деревня Красногорского сельсовета Мытищинского района.
1963—1965 гг. — деревня Красногорского сельсовета Мытищинского укрупнённого сельского района.
1994—2006 гг. — деревня Красногорского сельского округа Мытищинского района.
2006—2015 гг. — деревня сельского поселения Федоскинское Мытищинского района.